# 関西写真記者協会
関西写真記者協会（かんさいしゃしんきしゃきょうかい）は、近畿（関西）を中心に北陸地方、中国・四国地方など西日本で取材する新聞、通信など76社で構成する団体。協会員は加盟各社の写真記者、カメラマンを対象としている。英文表記は「Kansai Press Photographers Association」。
1955年（昭和30年）に設立され、会員数は2010年（平成22年）現在、約1100人。2005年12月2日には、設立50周年記念式典を大阪市中央公会堂（大阪市北区）で開いている。

## 関西写真記者協会賞
毎年、優れた報道写真や映像を選び、「関西写真記者協会賞」（グランプリ）と各部門賞を贈る。グランプリをはじめ受賞作品は、報道展（新聞・通信・テレビ・ニュース報道展）として巡回展示（入場無料）。報道写真で1年を振り返る年末の恒例行事となっている。
2018年の報道展（第63回新聞・通信・テレビ・ニュース報道展）は、2018年12月5日からイオンモールKYOTO（京都市南区）で開催。祇園甲部の芸妓による開幕式テープカットも行われ、協会賞をはじめ報道写真105点を展示し、映像作品も11本上映された。13日からはさんちかホール（神戸市中央区）に場所を移して開催。2019年（平成31年）1月4日から天満屋広島アルパーク店（広島市西区）で、10日からNHK大阪放送局（大阪市中央区）でも開かれる。